# Грађански савез Мађара
Грађански савез Мађара (мађ. Magyar Polgári Szövetség — MPSZ) је политичка странка у Србији која представља мађарску мањину. Води је Ласло Рац Сабо.